# The House of the Dead
The House of the Dead (ザ・ハウス・オブ・ザ・デッド?, Za Hausu obu za Deddo) è un videogioco arcade, primo episodio dell'omonima serie di sparatutto in prima persona con light gun, pubblicato da SEGA nel 1996 per Sega Model 2 e successivamente convertito per varie piattaforme. Nel 2022 è uscita una versione per Nintendo Switch, PS4, PS5, XBOX ONE, XBOX SERIES X/S e Steam dal titolo The House of the Dead: Remake, sviluppato dalla Forever Entertainment con una grafica totalmente aggiornata, musiche remixate, la possibilità di usare armi diverse oltre alla pistola e un nuovo doppiaggio.

## Trama e modalità di gioco
Il 18 dicembre 1998 l'agente dell'AMS Thomas Rogan riceve dalla fidanzata Sophie Richards una telefonata d'emergenza: la donna è membro dell'équipe di uno scienziato chiamato Roy Curien, proprietario di un'enorme villa adibita a laboratorio, ma costui ha creato misteriosamente un'orda di zombie che ha invaso tutti i locali dell'edificio; con essi Curien si propone di uccidere Sophie e gli altri assistenti per procedere quindi alla conquista dell'intero pianeta. Rogan si dirige subito sul posto insieme all'agente G, suo collega e amico, e i due si fanno strada tra le centinaia di non-morti (non solo umani: ci sono anche cani, scimmie, rane, pipistrelli e ragni, ai quali vanno aggiunti alcuni gruppi di larve di insetto che hanno assunto notevoli proporzioni in seguito agli esperimenti cui sono state sottoposte) fino a raggiungere Curien, nascostosi in un locale sotterraneo; lo scienziato pazzo decide allora di attivare la sua creatura più potente, il Mago ("Magician" in lingua originale) per cercare di eliminare i due agenti. Ma il Mago, evidentemente difettoso, si ribella al suo creatore uccidendolo, dopodiché attacca Rogan e G, che riescono a distruggerlo.
Secondo le informazioni date dai creatori della serie, la villa è stata ricavata da una magione costruita in epoca medievale per la famiglia Curien: essa dunque si trova sicuramente in Europa (l'automobile di Rogan, col suo volante a destra, fa poi propendere per il Regno Unito) e se ne deduce anche che lo scienziato ha sangue blu nelle vene.
Il giocatore si troverà a dover eliminare gli zombi umani e animali che lo attaccheranno, potendo contare su una pistola a sei colpi che deve essere periodicamente ricaricata. Tre sono le vite inizialmente a disposizione, rappresentate dalle lampade a olio nella parte inferiore dello schermo: tutte le volte che si viene feriti da un nemico si perde una vita, e quando si esauriscono la partita termina.
Alla fine di ognuno dei quattro livelli di gioco bisognerà vedersela con un boss, che può essere colpito solo in un determinato punto debole mostrato un istante prima dello scontro.
The House of the Dead presenta diversi percorsi alternativi nel corso dei primi tre livelli, percorsi che si attivano qualora vengano compiute determinate azioni, come salvare alcuni dottori, uccidere un particolare nemico in un preciso momento, e via discorrendo. Alcuni oggetti sono distruttibili e in essi si possono trovare due tipi di bonus: la moneta, che incrementa il punteggio, e il kit medico, che restituisce una vita perduta o ne aggiunge una ex novo. I kit medici possono anche essere consegnati al giocatore da alcuni dottori, una volta che questi vengono salvati dagli attacchi nemici. Il giocatore può comunque portare al massimo cinque vite; tutti gli eccessi vanno persi.
Sono disponibili tre diversi finali, che variano in base all'abilità dimostrata dal giocatore nei quattro livelli di The House of the Dead. Se durante la partita sono stati salvati tutti i dottori in pericolo, Sophie, che nello svolgimento del gioco era stata apparentemente uccisa dal Carro ("Chariot", il boss del primo livello), correrà incontro ai due protagonisti; in caso contrario, a seconda del punteggio realizzato dal giocatore gli eroi lasceranno la villa senza avere più ritrovato la donna (finale neutro), oppure la si vedrà trasformata in uno zombie (finale peggiore). Quello con la liberazione di Sophie è da considerarsi il vero finale del gioco, poiché nel prosieguo della serie lei e Rogan si sposano e diventano genitori.

## Boss
I quattro boss hanno nomi presi dagli Arcani maggiori dei tarocchi (il Carro, l'Appeso, l'Eremita, il Mago).
- Chariot ("il Carro"), boss del livello 1 (Tragedy): un gigantesco zombie, chiuso in un'armatura; impugna una pesantissima berdica. Lo si affronta in uno squallido stanzone. Il suo punto debole è una valvola che si trova sulla parte destra del torace. Dopo che il giocatore avrà inflitto sufficienti danni al boss, questi perderà sia la berdica che l'armatura e potrà attaccare solo dando pugni. A questo punto bisogna sparare su ogni parte del suo corpo in modo da togliergli interamente le carni.
- Hangedman ("l'Appeso"), boss del livello 2 (Revenge): un mostro volante, sorta di ibrido tra un uccello e un pipistrello, che si dovrà affrontare sul tetto della villa di Curien. Il suo punto debole è la parte superiore del corpo. Inizialmente scaglia un branco di pipistrelli addosso al giocatore, per poi attaccare direttamente con i suoi artigli volando a sinistra e a destra oppure in picchiata.
- Hermit ("l'Eremita"), boss del livello 3 (Truth): un gigantesco ragno mandato da Curien stesso contro Rogan e G; poco prima dello scontro lo scienziato fuggirà. Il punto debole del ragno è la testa, mentre lo scenario dello scontro è il passaggio segreto - raggiungibile tramite una botola - che conduce ai locali sotterranei. Inizialmente il boss utilizza le zampe per colpire gli eroi, poi attaccherà anche da lontano, scagliando proiettili sferici avvolti con i fili della sua tela, che potranno essere distrutti se gli agenti spareranno su di essi.
- Magician ("il Mago"), boss finale del livello 4 (The House of the Dead, come il titolo dell'arcade): la creatura di Curien, una sorta di costrutto semiorganico con le sembianze di un diavolo, che una volta liberato ucciderà il suo stesso creatore per poi affrontare su un ballatoio esterno della villa i due agenti. Il suo punto debole sono le parti lampeggianti del corpo che non sono state coperte. Inizialmente attacca il giocatore fluttuando rapidissimamente a mezz'aria, poi ricorre a sfere di fuoco che lancia dopo aver girato intorno all'area di gioco a gran velocità e verso la fine si libra in aria lanciando a più riprese 10-12 sfere insieme, che dovranno essere distrutte pena ogni volta la perdita di una vita; in queste ultime frazioni il boss può essere colpito solo quando ritorna a terra.

Il Carro e l'Appeso andranno affrontati una seconda volta, l'uno di seguito all'altro, a metà del quarto livello.

## Differenze tra le versioni
Il gioco è pressoché simile su quasi tutte le piattaforme su cui è stato sviluppato. Tuttavia la versione per Sega Saturn presenta una notevole riduzione della qualità grafica a causa dei limiti hardware della console. Il porting per PC è sostanzialmente identico a quello per Saturn, dove nonostante l'accelerazione Direct3D non si notano evidenti miglioramenti grafici: non è raro infatti vedere muri o porte che scompaiono lasciando veri e propri "buchi neri" o texture ambientali che si distorcono quando viene variata la visuale. Inoltre nelle conversioni cambia il finale: se non vengono salvati tutti gli scienziati la visuale inquadrerà la villa e apparirà quindi la scritta "Game Over"; in caso contrario si assisterà alla stessa scena, ma la telecamera tornerà indietro velocemente verso la villa, le cui porte, spalancandosi, mostreranno Sophie trasformata in zombie.
La versione per Nintendo Switch presenta una grafica totalmente rinnovata; inoltre il giocatore può usare varie armi da fuoco in aggiunta alla pistola.

## Voci

### Doppiaggio originale
- David Nowlin: Thomas Rogan
- Lynn Harris: Sophie Richards
- Chris Murphy: agente G

### Ridoppiaggio 2022
- Chris Okawa: Thomas Rogan
- Natalie Roers: Sophie Richards
- Charlie Weirauch: agente G
- Brian Conner: Roy Curien
- Eric Hollaway: dottori anziani
- Matthew Curtis: dottori giovani
- Dianna Conley: dottoresse

## Colonna sonora
Le musiche originali sono firmate da Tetsuya Kawauchi. Il remix si deve invece al compositore francese Sébastien Poncelet.